# Винтаж (группа)
«Винтаж» — российская поп-группа, в состав которой, входят её основатели — вокалистка Анна Плетнёва и певец, композитор и саунд-продюсер Алексей Романоф; кроме того, в ней участвовали танцовщицы Мия (Ольга Березуцкая; 2006—2008) и Светлана Иванова (2008—2011). После временного ухода Анны и Алексея и до их возвращения (с 2016 по 2017 гг.) группа состояла из четырёх вокалисток — Евгении Поликарповой, Анны Корнильевой, Анастасии Крескиной и Анастасии Казаку.
С момента своего создания группа издала шесть студийных альбомов: «Криминальная любовь», «Sex», «Анечка», «Very Dance», «Decamerone» и «Навсегда». Также группа выпустила 25 радиосинглов, семь из которых возглавили российский радиочарт, продержавшись на 1-м месте в общей сложности 23 недели. «Винтаж» стала самой ротируемой группой с момента введения российского радиочарта. Два года подряд группа попадала в пятёрку самых ротируемых артистов года, а в 2009 году заняла первое место. Коллектив получил коммерческий успех с синглами «Плохая девочка», «Одиночество любви», «Ева», «Роман», «Деревья», «Москва», «Знак Водолея», «Когда рядом ты», которые стали успешными в сфере цифровых продаж.
Музыкальным стилем группы стал евро-поп, смешанный с различными стилями музыки (электроника, данс-поп, психоделический поп и т. д.), в который привносились элементы как из классической музыки, так и из образов российской и зарубежной популярной культуры, навеянных Мадонной, Майклом Джексоном, Одри Хепбёрн, Софи Лорен, Евой Польна и Enigma.
Группа является лауреатом и номинантом различных музыкальных премий, в числе которых RMA, Премия Муз-ТВ, «Золотой граммофон», Премия RU.TV и «Степной волк». С 2008 года «Винтаж» являются ежегодными лауреатами фестиваля «Песня года». В 2011, 2012 и в 2013 году были признаны лучшей группой на премии «ZD Awards» по версии газеты «Московский комсомолец».

## История

### 2006: образование группы

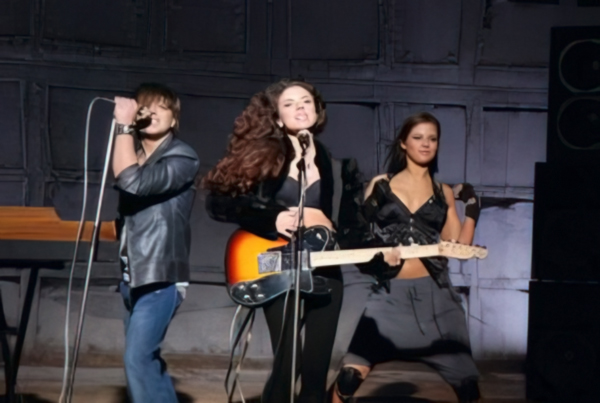
Группа на съёмках клипа «Целься»

Группа «Винтаж» была образована экс-солисткой группы «Лицей» Анной Плетнёвой и бывшим солистом группы «Амега» Алексеем Романоф в середине 2006 года. История возникновения группы из уст солистов звучит так: Анна торопилась на важную встречу, однако её планам не суждено было сбыться. Она увидела Алексея Романофа, который попал в мелкую аварию с другим автомобилем и, стоя у своего автомобиля, оценивал ущерб, остановилась и предложила сотрудничество, после чего артисты приняли обоюдное решение создать поп-группу.

В моей жизни уже была «Амега» и попытка сольного проекта. Мои песни исполняли многие известные артисты. Не было только однозначности в личном самоопределении… А тут удар сзади и появляется Аня, которая говорит: «Ты мне нужен!»… …Название «Винтаж» тоже пришло не сразу. И кто знает, как сложилась бы судьба группы, если бы обстоятельства не повлияли на выбор имени для нового проекта, ведь среди вариантов были и «Мечтатели», и «Челси»… Но однажды Аня позвонила Алексею со словами: «Мы ведь с тобой уже люди с историей! Винтаж, понимаешь?! Выдержанные, но не сдержанные…»— История группы на официальном сайте коллектива

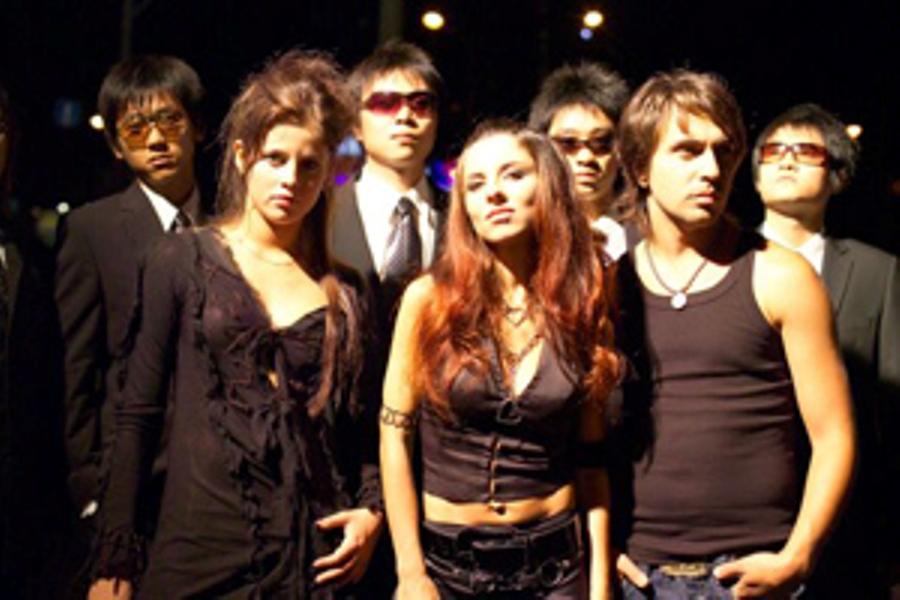
Группа на съёмках клипа «Mama mia»

По словам Алексея Романоф, после встречи с Плетнёвой группа полгода работала в студии, пытаясь найти собственное звучание: «Мы реально заперлись в студии. Полгода просидели в поисках звука. Мы не понимали. Мы тогда, как слепые котята, были. Сейчас, конечно, круто об этом вспоминать. Мы тогда творили нашу собственную новую историю, которая никакого отношения не имела к предыдущим проектам». Изначально было принято решение назвать коллектив «Челси», однако затем было выбрано название «Винтаж». Алексей рассказывал, что группа в то время подала запрос в лондонскую адвокатскую контору, которая владеет брендом «Челси», но через некоторое время увидели по телевизору, как Сергей Архипов вручил диплом с аналогичным названием группе из «Фабрики звёзд». Анна Плетнёва также рассказывала в интервью: «Мы даже вели переговоры с английской звукозаписывающей компанией по этому поводу. Они рассматривали наше предложение. Но затем произошёл конфуз. Руководитель известной медиагруппы, получив права на имя, подарил диплом с названием „Челси“ ныне известной группе „Челси“, выпускникам „Фабрики звёзд“».
31 августа 2006 года было объявлено об официальном создании группы и её названии. Также сообщалось, что коллектив снимает клип на первый сингл «Mama mia», и что готовы две трети дебютного альбома группы, запись которого проходила на студии Евгения Курицына. Позже был выпущен второй сингл группы — песня «Целься», которая поднялась до 18-й строчки российского радиочарта.

### 2007—2008: альбом «Криминальная любовь» и сингл «Плохая девочка»

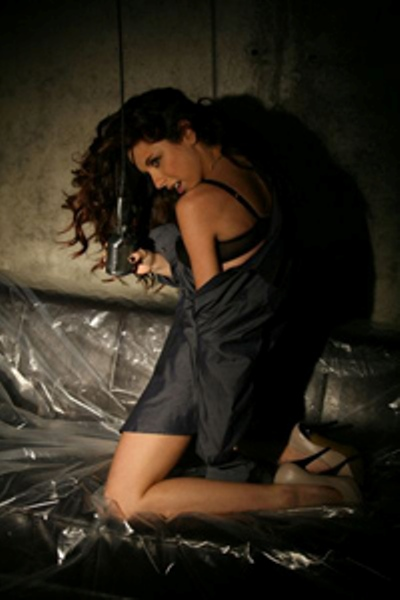
Анна Плетнёва на съёмках клипа «Всего хорошего»

В конце августа 2007 года группа приступила к съёмкам клипа на песню «Всего хорошего». Сингл появился в эфире радиостанций в сентябре и достиг 14-й позиции в чарте. В августе и сентябре группа провела небольшой промотур по Москве и Подмосковью, в ходе которого дала несколько концертов в клубах, а также выступила на пляжной вечеринке, устроенной радиостанцией «Европа плюс».
22 ноября вышел первый альбом коллектива «Криминальная любовь». Презентация диска состоялась 27 ноября в Москве, в клубе «Opera». Тираж диска был распродан полностью, и в итоге альбом занял 13-е место в каталоге Sony Music по продажам за 2005—2009 годы. По словам Алексея Романоф, было продано 100 тысяч экземпляров альбома. В октябре «Винтаж» отправляется в промотур в поддержку альбома, были даны несколько концертов в московских клубах, а также прошла телевизионная съёмка-выступление в Киеве, на украинской «Фабрике Звёзд».
7 апреля 2008 года проходят съёмки клипа на новую песню группы «Плохая девочка», спетую дуэтом с актрисой Еленой Кориковой. 19 апреля клип появился на музыкальных каналах России, а 21 апреля прошла презентация клипа в клубе «The Most». 12 июня сингл занял 3 место в TopHit 100 — единственном официальном российском радиочарте, песня становится самым удачным синглом группы. Позже «Плохая девочка» занимает первое место, продержавшись на нём 2 недели. Клип на песню начинают активно ротировать по телевидению — рейтинг группы растёт.
29 августа группа презентует новую песню «Одиночество любви» на своём официальном блоге. 1 сентября песня попадает в радиоротацию. 26 сентября произошла презентация клипа, роли в котором исполняли друзья поп-группы, такие как известная травести-дива Заза Наполи и радиоведущий Дима Гаранжин. Песня становится вторым успехом коллектива, добравшись до первой позиции в чарте и продержавшись на ней две недели.
В октябре в составе группы произошли перемены. Уходит участница коллектива Мия, и на её место приходит Светлана Иванова. Помимо этого переиздаётся альбом «Криминальная любовь» с новым треком «Плохая девочка». 29 октября группа побеждает в специальной номинации «Секс» на MTV Russia Music Awards 2008 благодаря успеху сексуально-откровенного клипа на песню «Плохая девочка», который стал одним из самых ротируемых на российских музыкальных каналах в 2008 году.

### 2009: альбомSex
Я как музыкант считаю Еву [Польна] одной из самых ярчайших представительниц российской поп-музыки. Поэтому у меня и возникло желание написать такую песню. Заметьте, я сочинил песню «Ева» на основе рефрена известнейшей песни «Гостей из будущего» 2000 года «Беги от меня». Таким образом, я решил отдать дань этому замечательному дуэту.
В феврале 2009 года группа отправляется в гастрольный тур, посетив такие города, как Москва, Ульяновск, Рига, Минск, Самара и Калининград. 15 марта группа представляет новый клип на песню «Ева». Сингл «Ева» был посвящён певице Еве Польна из группы «Гости из будущего», а в самой песне использован семпл из песни «Беги от меня» этой группы. Алексей Романоф говорил, что вдохновением для создания композиции послужила песня Мадонны «Hung Up», основанная на семпле из песни группы ABBA. «Я был безумно вдохновлён работой Мадонны… …Она заставила меня задуматься о том, есть ли в России песни, на основе которых можно было бы создавать новейшие произведения, которые смогли бы и всколыхнуть старые эмоции, и дать новые», — утверждал музыкант. В журнале «Афиша», описывая песню «Беги от меня» как «гениальную песню о нелюбви, с отточенным звуком», отмечали: «Характерно, что едва ли не самая удачная русская поп-песня 2000-х — „Ева“ группы „Винтаж“ — целиком построена на диалоге с первым хитом „Гостей из будущего“». Сингл стал самым успешным за всё время существования группы, возглавляя российский радиочарт 9 недель. Композиция также стала самой ротируемой русскоязычной песней за 2009 год. «Ева» была номинирована на независимую музыкальную премию Артемия Троицкого «Степной волк 2010», в категории «песня», наряду с работами Noize MC, «СБПЧ» и Севары Назархан, а также стала номинантом премии Муз—ТВ 2010, в категории «лучшая песня». Группа представила песню широкой публике 14 февраля в Москве, в рамках проведения концерта Big Love Show.
27 марта «Винтаж» получил звание «Fashion-группы года» на ежегодной премии World Fashion Awards. В апреле коллектив отправляется на гастроли в Германию, посетив 9 городов. В мае-июне проходит гастрольный тур по России, в результате которого группа посещает многие города страны.
31 августа 2009 года вышел четвёртый сингл из будущего альбома — «Девочки-лунатики». Песня имеет социальный подтекст, а видео стало одним из самых скандальных для группы. Песня добралась до 14-й строчки в российском радиочарте, прервав череду синглов № 1.

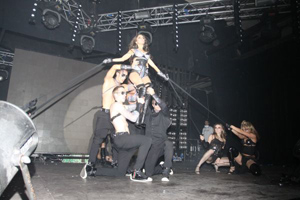
Анна Плетнёва. Презентация альбома Sex, 2009 год

Работа над вторым студийным альбомом группы была практически закончена в марте 2009 года. Алексей Романоф рассказывал в интервью, что в пластинку будут включены заимствования из классической музыки, а начинаться альбом будет увертюрой из оперы «Евгений Онегин» П. И. Чайковского. Также участник коллектива рассказал о том, что группа прекратила отношения с мейджором Sony Music. «Дата выхода [альбома] будет зависеть от рекорд-мейджеров. Та компания, что занималась выпуском нашего первого альбома, нас не устраивает… …Мы не хотим повторения той ситуации, что сложилась с первым альбомом, который выпускала компания Sony BMG. Они напечатали сто тысяч экземпляров, продали их — и всё. Из-за этого купить его сегодня нельзя», — объяснял Алексей. В итоге был подписан контракт с лейблом Gala Records. 1 октября вышел второй альбом группы, Sex. Несмотря на успех отдельных песен, новый альбом коллектива не «выстрелил», дебютировав на 12-м месте в российском чарте альбомов, что было для него высшей позицией в рейтинге. Тем не менее Анна Плетнёва говорила в интервью, что осталась довольна результатом работы над альбомом:

…Это качественная работа. Кстати, нам постоянно задают вопрос о его названии. Все очень просто: секс — это музыка, а музыка — это секс. Мы записали 12 песен — знаменитые «Плохая девочка», «Одиночество любви», «Ева» и ещё много новых. А вот об успешности альбома следует судить нашим поклонникам. Самое тяжёлое в работе над ним было вжиться в роли персонажей песен, почувствовать их, чтобы наиболее эмоционально передать слушателям. Мы всегда хотели, чтобы слушатели нам верили. Мы до седьмого пота вживались. И надеемся, что не зря.— Анна Плетнёва
25 ноября в радиоротацию поступил пятый сингл с альбома — песня «Victoria».

### 2010—2011: альбом «Анечка»
В 2010 году сингл «Victoria» добирается до первой строчки российского радиочарта. Благодаря ему «Винтаж» становятся одними из немногих артистов, чьи песни возглавили радиочарт более трёх раз. Также это одна из немногих песен в России, добившаяся успеха с live-клипом и без его горячей ротации.
16 апреля в прямом эфире Love Radio была представлена новая музыкальная композиция — «Микки», посвящённая Майклу Джексону.

Многие думают, что это какая-то детская песенка. Это не так. «Микки» — сложная песня, если вслушаться в неё, то вы поймете, что она спета об одиночестве, о том, что поп-индустрия превращает людей в мультики. Яркий тому пример — Майкл Джексон, чего он только не делал ради пиара. От смены цвета кожи до пышных похорон…— Анна Плетнёва
Группа сняла две версии видеоклипа на эту композицию — русскую и англоязычную. Презентация клипа прошла при полном аншлаге в московском клубе «Ленинград». Несмотря на то, что песне не удалось достичь успеха предыдущих треков, клип на неё был популярен в интернете и стал одним из самых обсуждаемых. В англоязычной версии клип ротировался на музыкальных каналах в восточно-европейских странах, где стал более популярным, чем в России. В июне группа стала номинантом в нескольких категориях на премии Муз-ТВ 2010 года: «Лучшая группа», «Лучший альбом» (Sex) и «Лучшая песня» («Ева»), но в итоге не получила ни одной награды, хотя критики прогнозировали победу группы во всех номинациях. В августе группа выступила на международном музыкальном фестивале «Место встречи: широта 54», проходившем в Рязанской области.
13 сентября на радиостанциях выходит новый сингл — «Роман», который спустя 6 недель после премьеры поднимается на третью строчку радиочарта; также на песню снимается видеоклип. Съёмки проходили в московском клубе «Soho Rooms» в течение 18 часов без перерыва. Изначально песня должна была быть исполнена трио, с двумя известными певицами, но позже группа отвергла эту идею.
В 2010 году группа выступает на таких интернациональных премиях и концертах как «Песня года» и «Премия Муз-ТВ», а также в 20-ке лучших песен 2010 года по версии популярной программы «Прожекторперисхилтон». Группа также впервые выступает на белорусском телевидении, в концерте «Беларусь открыта миру». «Винтаж» заняли восьмую строчку в пользовательском голосовании на сайте NewsMusic.ru, в категории «Лучшая группа 2010 года», набрав 3119 голосов.
В январе появилась информация, что группа собирается выпустить третий студийный альбом «Анечка» в августе 2011 года, а 15 октября планирует выступить в Москве с большим сольным концертом-презентацией диска «История плохой девочки». 18 февраля 2011 года группа выпустила очередной сингл «Мама-Америка». 22 марта группа была заявлена в числе номинантов на премию Муз-ТВ 2011 в категории «Лучшая поп-группа». 15 августа 2011 года группа представила клип на песню «Мальчик», где сняла своих фанатов.

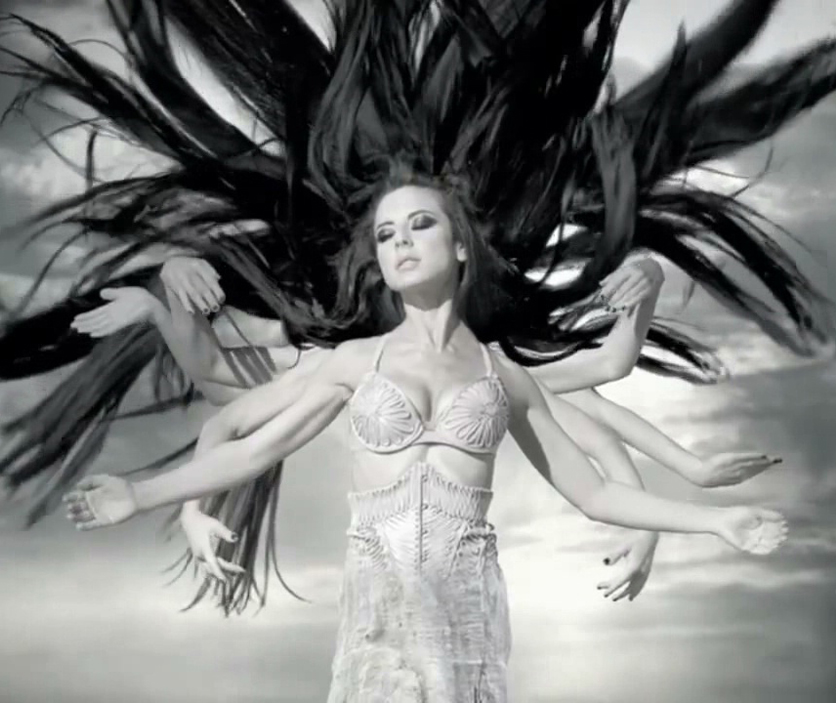
Кадр из клипа «Деревья»

21 августа на пятилетие группы и день рождения солистки была выпущена композиция «Деревья». В конце августа на песню был снят видеоклип, однако 22 сентября стало известно, что релиз клипа откладывается из-за того, что его подвергли цензуре. Как было заявлено, чиновники хотели запретить клип по причине того, что в тизере видео Анна Плетнёва «в терновом венке с одобрением наблюдает за актами совокупления» и это «травмирует сознание подрастающего поколения». В ответ солистка группы говорила: «Мы всего лишь хотели сказать, что главное на Земле — это любовь. Она пробуждает в наших душах всё лучшее и не даёт человечеству погубить себя. Но, к сожалению, нашлись люди, которые разглядели в этом пособничество тоталитарным сектам. Цензура всегда мыслит стереотипами. Уверяю вас, мы далеки от иллюминатов и всемирных заговоров». 26 августа было сообщено о том, что из-за запрета видеоклипа, песня была снята из ротации на радио. В пресс-службе группы сообщили, что «с ротации песню „Деревья“ пришлось снять, потому что без клипа она воспринимается по-другому». 14 сентября Алексей Романоф прокомментировал ситуацию, сказав, что «„Деревья“ откладываются, по не зависящим от нас причинам. Думаю, если всё сложится хорошо, то это будет февраль 2012». Также он добавил, что новым синглом должна стать песня «Стерео». Однако, после релиза видеоклипа, композиция была выпущена в ротацию 10 октября 2011 года. В конце сентября и начале октября прошёл релиз как цифровой, так и CD-версии нового альбома, а 9 октября состоялась автограф-сессия группы в Москве, приуроченная к релизу.
В конце декабря 2011 года журнал «Афиша» опубликовал свой редакционный список самых ярких и запомнившихся российских поп-хитов за последние 20 лет, в который была включена песня «Ева». По итогам голосования премии «ZD Awards 2011», группа победила в одной из заявленных номинаций (также они были номинированы в категории «Поп-проект»). «Винтаж» победили в номинации «Группа года».

### 2012: альбомVery Dance
17 февраля 2012 года группа выпустила новый сингл «Москва», записанный с DJ Smash. Дуэт стал первой представленной работой из нового проекта группы, под названием «Винтаж Very Dance». Алексей Романоф рассказывал, что не собирается писать собственных песен для этого альбома; в него войдут композиции приглашённых диджеев и других молодых авторов. «Можно назвать это экспериментом, можно — заигрыванием с клубной публикой. Я даже не буду спорить с таким определением. Не секрет, что большинство концертов сейчас корпоративные, но мы надеемся, что с этим проектом станем ближе к народу, хотя бы к клабберам», — говорил музыкант. Помимо представленной песни, были заявлены дуэты с Ромой Кенга и DJ Groove.
По словам Анны Плетневой, сотрудничество с DJ Smash началось после того, как её клон в Twitter договорился о выпуске совместного трека.
Мне звонит Smash, говорит: «Ну чего, когда всё будет-то? <…> Мы же все уже записываем песню, мы же уже договорились». Вот, пришлось писать песню. — Анна Плетнёва, программа Hot Secrets с Алиной Артц

Несколько песен коллектива вошло в саундтрек к телесериалу «Краткий курс счастливой жизни», вышедшему в эфире Первого канала. 26 марта стало известно, что «Винтаж» номинированы в трёх категориях — «Лучшая поп-группа», «Лучший альбом» («Анечка») и «Лучшее видео» («Деревья») — на премии Муз-ТВ 2012. 1 июня стало известно, что группа «Винтаж» победила в номинации «Лучшая поп-группа». В мае коллектив выпустил новый сингл «Нанана», спродюсированный диджеем Bobina.
В сентябре Анна Плетнёва исполнила песню «Отпусти меня» совместно с группой «Достучаться до небес», которая стала дебютным синглом коллектива. «Винтаж» выступили продюсерами группы, участник которой — Отто Нотман — ранее написал для них песню «Москва». 29 сентября прошла «Вторая музыкальная премия телеканала RU.TV», где «Винтаж» были представлены в трёх номинациях — «Лучшая группа», «Лучший танцевальный трек» и «Лучший видеоклип». «Винтаж» одержали победу в номинации «Лучший видеоклип» за песню «Деревья». В конце октября был представлен видеоклип на новый промосингл «Танцуй в последний раз», записанный совместно с Ромой Кенга. 4 ноября в эфире «Love Radio» состоялась премьера нового сингла «Свежая вода», записанного совместно с ChinKong, клип на который вышел 21 декабря 2012 года. На премии ZD Awards 2012 «Винтаж» второй год подряд получили награду в номинации «Группа года»: «в своём жанре Аня Плетнёва и Ко достигли виртуозного совершенства, не растеряв ни куража, ни хитовости, ни стремления к новизне и живому креативу», — отмечали успех коллектива в «Московском комсомольце».
12 апреля 2013 года был выпущен четвёртый студийный альбом группы — Very Dance. 25 мая в концертном зале «Crocus City Hall» состоялась третья церемония награждения ежегодной национальной телевизионной русской музыкальной премией телеканала RU.TV, на которой группа «Винтаж» победила в номинации «Лучшая группа». 7 июня в СК «Олимпийский» состоялась церемония награждения XI ежегодной телевизионной премии МУЗ-ТВ 2013, в которой группа одержала победу в номинации «Лучшее видео» за клип на песню «Москва» (совместно с DJ Smash).

### 2013—2015: альбомDecamerone
17 апреля 2013 года вышел сингл «Знак Водолея» с планирующегося, пятого альбома — Decamerone. 22 апреля прошли съёмки клипа на данную композицию, режиссёром которого стал Сергей Ткаченко, а его премьера состоялась 21 мая на интернет видео-канале «ELLO». 7 октября в официальной группе «Винтаж» в социальной сети «ВКонтакте» была представлена новая песня под названием «Три желания», авторами которой стали Антон Кох и Алексей Романоф. 17 сентября проходили съёмки на данную композицию, режиссёром также стал украинский клипмейкер Сергей Ткаченко. Премьера клипа «Три желания» состоялась 15 ноября на канале Ello.
16 марта 2014 года в интернет-магазине iTunes состоялся релиз двух сборников группы — «Микки. Альтернатива» и Light. На диске Light собраны медленные, мелодичные композиции. Среди этих песен есть известные треки «Свежая вода» и «Ева» в медленных версиях, а также новая композиция «30 секунд». Песня была написана Александром Ковалёвым, аранжировку для песни сделали Алексей Романоф и Tim Rocks. Второй сборник, «Микки. Альтернатива», включает в себя треки, которые не получили широкой ротации на радиостанциях.
21 апреля 2014 года в официальной группе в «ВКонтакте» был представлен третий сингл группы из будущего альбома Decamerone — «Когда рядом ты». Песня была написана Александром Ковалёвым и Антоном Кохом, аранжировку для песни сделал Алексей Романоф. 31 мая 2014 года состоялась четвёртая музыкальная Премия телеканала RU.TV, где «Винтаж» победили в номинации «Лучший танцевальный клип» («Знак Водолея»).
22 июля 2014 года состоялся цифровой релиз пятого студийного альбома группы, Decamerone, в iTunes. В первый же день после релиза Decamerone занял 1-е место по продажам в чарте «Топ-альбомы» iTunes и Google Play. 8 ноября 2014 года альбом вышел на компакт-дисках. По данным портала «tophit.ru», «Винтаж» является самой ротируемой русскоязычной группой за последние 10 лет, в общей сумме у группы более 5 млн ротаций на радиостанциях России и СНГ. 19 ноября состоялась вторая «Реальная премия MUSIC BOX» 2014, коллектив был представлен в номинациях «Лучшая группа» и «Лучший альбом» (Decamerone), «Винтаж» победили в номинации «Лучшая группа».
В конце января 2015 года Алексей Романоф опубликовал фотографию со списком песен к готовящемуся альбому Veni Vidi Vici, содержащим 13 песен; одна из песен, «Дыши», была представлена лейблом группы Velvet Music 23 января в социальной сети «ВКонтакте». 9 марта состоялась премьера клипа на композицию «Дыши».
10 июня стало известно, что группа одержала победу на премии «Fashion People Awards» в номинации «Fashion-группа». 21 августа состоялась премьера нового сингла «Я верю в любовь», песня была записана совместно с DJ M.E.G.. В первый же день релиза сингл попал на 2-е место в iTunes Russia. 8 октября состоялся релиз сборника «Винтаж. LIVE 1.0», приуроченный к 10-летию группы, где были собраны лучшие живые выступления с главными хитами и новым синглом «Я верю в любовь». 7 ноября состоялась премьера видеоклипа «Я верю в любовь», режиссёрами которого стали Нина Дягилева, Данила Зотов и Ася Фри. 9 ноября на канале «ELLO» состоялась премьера совместного клипа «Винтаж» и DJ Smash «Город, где сбываются мечты».
12 января 2016 года был выпущен трек «Сны», ставший саундтреком к одноимённому сериалу на телеканале ТВ-3, а 13 января на канале Velvet Music в YouTube вышла одноимённая видеоработа. Режиссёром клипа выступил Андрей Тельминов.
26 февраля 2016 года в iTunes Russia состоялся релиз сингла «Немного рекламы», авторами которого выступили Алексей Романоф, Александр Сахаров и Антон Кох. 28 июня на канале лейбла Velvet Music состоялась премьера видеоклипа, режиссёром выступил Константин Богомолов.

### 2016—2017: уход Анны Плетнёвой и ребрендинг коллектива
21 августа 2016 года Анна Плетнёва представила первый сольный сингл «Сильная девочка» и видеоряд на него, заявив о намерении начать сольную карьеру. Композиция была написана Алексеем Романоф, режиссёром клипа выступил Сергей Ткаченко. Вскоре Алексей Романоф сообщил о готовящемся кастинге новых солистов для группы, а с 30 августа 2016 года в социальной сети «ВКонтакте» кастинг официально стартовал.
По результатам кастинга новыми вокалистками группы стали Анна Корнильева, Анастасия Казаку, Анастасия Крескина и Женя Поликарпова.
18 ноября состоялась премьера нового сингла в обновлённом составе — «Кто хочет стать королевой». Менее чем за сутки сингл сумел попасть в ТОП-3 iTunes Russia. 21 ноября прошли съёмки видеоклипа «Кто хочет стать королевой», срежиссированного Сергеем Ткаченко. В видеоряде также приняли участие Анна Плетнёва и Алексей Романоф. 21 декабря состоялась официальная премьера дебютной видеоработы обновлённого коллектива.
После концерта группы, прошедшего 29 июля 2017 года в Обнинске, в СМИ появилась информация о роспуске группы, основанная на информации из социальных сетей, в частности, на сообщении Алексея Романоф в Instagram. Впоследствии сообщение было удалено.

### С 2018: воссоединение группы в старом составе. Альбом «Навсегда»
16 января 2018 года появилась информация о возможном воссоединении группы в старом составе после годового перерыва. Об этом сообщила Лолита Милявская во время трансляции в своём Instagram.
21 января было опубликовано интервью с Анной Корнильевой, в котором она сообщила о закрытии проекта «Винтаж» его продюсерами.
19 июля Алексей Романоф разместил в своём аккаунте в Instagram сообщение о воссоединении группы «Винтаж». Он отметил, что готовит к выпуску новый альбом коллектива под названием «Вавилон», завершить работу над которым планируется осенью этого года.
1 ноября 2018 года коллектив воссоединился на один день в рамках большого сольного концерта Анны Плетнёвой «Сильная девочка» в первоначальном составе. После концерта Алексей и Анна дали интервью журналу «CETRE'», в котором вновь подтвердили воссоединение группы и релиз альбома «Вавилон», премьера которого была перенесена с осени на весну 2019 года.
8 декабря группа повторно воссоединилась в рамках концерта с шоу-программой «Сильная девочка» в Казани, но по-прежнему под сценическим именем Анны — «Анна Плетнёва „Винтаж“». Подобным образом коллектив начал небольшой концертный тур по городам России.
13 декабря 2018 года Анна Плетнёва дала интервью программе «#RUTalk» на канале RU.TV, в ходе которого сообщила о продолжении записи нового студийного альбома группы «Винтаж» «Вавилон». Анна уточнила, что альбом будет включать 13 треков, два из которых уже полностью записаны. Одна из готовых композиций, планируемых в альбоме, носит название «Время».
1 ноября 2019 года в интервью на радио «Мир» Анна Плетнёва сообщила о выпуске в ближайшем будущем сразу двух лонгплеев — сольного, «Cinematic», и для группы «Винтаж». Также Анной было отмечено, что новый студийный альбом коллектива именуется «Навсегда», однако данное название не является окончательно принятым и может изменится к моменту релиза. Чуть позже солистка в своём Instagram-аккаунте сообщила о том, что её сольная композиция «Преступление и наказание», премьера которой состоялась 11 октября 2019 года, будет включена в новый альбом «Винтаж», а также опубликовала плейлист своего сольного альбома.
13 января 2020 года Алексей Романоф разместил пост в своём Instagram, в котором отразил возможный плейлист планируемого альбома «Навсегда». 14 апреля 2020 года состоялась премьера шестого студийного альбома группы — «Навсегда», состоящего из девяти треков. Новая пластинка коллектива возглавила «iTunes» России и Латвии, а также попала на 367 позицию альбомного отделения Великобритании за сутки. 15 июня на YouTube-канале Velvet Music состоялся релиз видеоклипа на трек «Из Токио» из альбома «Навсегда», режиссёром работы выступил Даниил Величко. 26 июня на всех цифровых площадках вышел очередной сингл группы «Винтаж» — «Новая жизнь», а 20 июля клип.

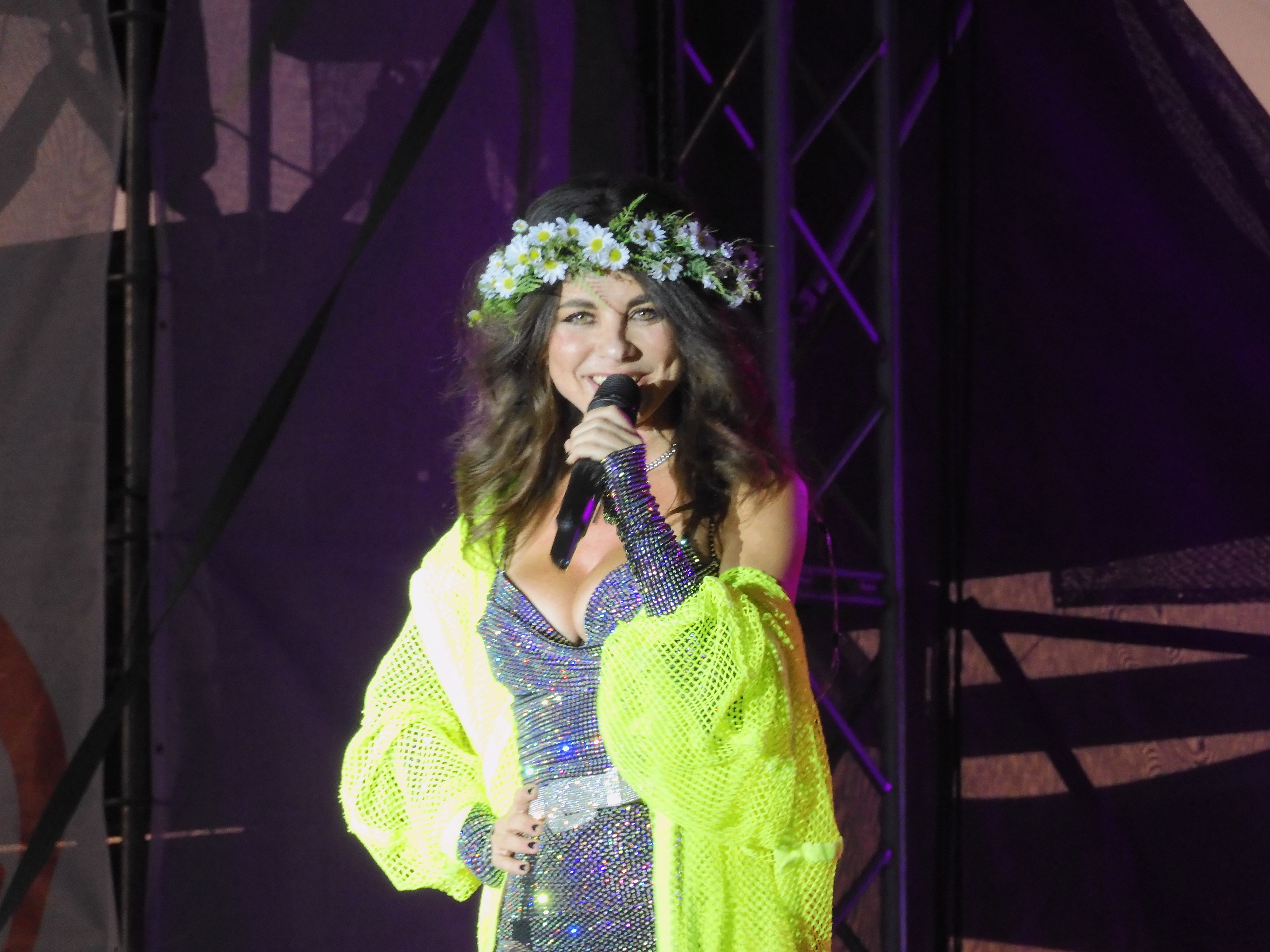
6 августа 2023 года. Йошкар-Ола, день города

14 апреля 2021 года состоялась премьера мини-альбома «Быстрые движения», в который вошли пять треков. Саунд-продюсером релиза выступил Red Max. 23 апреля, в честь 15-летнего юбилея, коллектив выпустил сборник лучших песен «Platinum 1», а 28 мая вышла вторая часть компиляции под названием «Platinum II». 8 октября группа представила композицию «Ответь».
18 февраля 2022 года состоялась премьера сингла «Автоответчик», а 24 марта был представлен видеоклип, снятый Григорием Шмаковым. 3 июня «Винтаж» выпустил сингл «Лети за солнцем», который представляет собой ремикс одноимённой песни Елены Перовой, созданный при участии коллектива Filatov & Karas. 16 июня на эту композицию вышел клип, режиссёром которого выступил Сергей Виноградов. 7 октября коллектив совместно с диджеем и продюсером Red Max представил сингл «Вот и всё», а 2 ноября состоялась премьера клипа. 11 ноября «Винтаж» и певица Dead Blonde выпустили песню «Без шансов», вошедшую в альбом Dead Blonde «Сплетница». 27 декабря группа представила видеоклип на композицию «Родные люди», снятый Андреем Николаевым.
28 июля 2023 года состоялась премьера фонк ремикса на песню «Плохая девочка», записанного при участии молодых рэперов ТРАВМА и SKIDRI. Ещё до официального выхода ремикс обрёл огромную популярность в TikTok, а после официальной премьеры трек попал во все главные чарты страны и возглавил стриминговые сервисы « VK Музыки», «Яндекс Музыки» и «Shazam» России, Беларуси, Латвии, Литвы, Эстонии, а также попал в мировой чарт «Шазама» и добрался до 12 места. Чарт «Яндекс. Музыки» ремикс возглавлял 43 дня подряд. В августе трек был номинирован на премию «Жара Media Awards» в номинации «Дэнс года». 5 октября стало известно, что «Плохая девочка» одержала победу в номинации «Дэнс года».
1 декабря « VK Музыка» подвела итоги года, где «Плохая девочка» стала «Ремиксом года». 5 декабря «Яндекс Музыка» провела премию и озвучила итоги года, «Плохая девочка» стала «Треком года» и была прослушана на сервисе 10 000 000 раз. На данный момент сингл имеет трижды платиновый статус и за 2023 год был прослушан более 70 000 000 раз.

## Музыкальное влияние, артистизм и тематика творчества
Группа образовалась как дуэт, где каждый участник выполнял свою роль. Анна отвечала за вокал, Алексей — за музыку. Позже к ним присоединилась танцовщица Мия, которую впоследствии заменила Светлана Иванова. Алексей Романоф ранее пел в группе «Амега», а после начал сольную карьеру под руководством Юрия Усачёва, но его карьера не удалась. Музыкант вернулся в группу, и был издан сингл «Убегаю», который получил определённую популярность, но вскоре Алексей отказался от попыток реанимировать коллектив: «Песня „Убегаю“ уже начала штурмовать радиочарты, надвигался новый взрыв популярности, и всё вроде бы шло по плану… Но Алексей не видел себя в сольном проекте. Он пришёл к выводу, что невозможно чем-то заниматься, если в конечном итоге от тебя ничего не зависит». Он также отмечал, что у него не получается исполнять собственные композиции: «Меня очень трудно заставить петь. Я больше люблю работать в студии, писать песни. Выходить на сцену для меня тоже — страсть, но меньшая. Свои песни у меня петь не получается, я очень хорошо пою песни Андрея Грозного, композитора и продюсера группы „А-мега“. Мне кажется, он вообще лучший композитор для меня». Анна Плетнёва, выступая в группе «Лицей», смогла в то время устранить «монопольное право Алексея Макаревича на создание песен группы и принесла в девичий коллектив собственный материал», став не просто вокалисткой, но и автором песен. Отмечалось, что Анна хотела стать не просто «девочкой с гитарой из группы „Лицей“», а нуждалась в самореализации и хотела стать полноценной артисткой. Светлана Иванова является профессиональным танцором, выступая на сцене с 11 лет. Она ранее участвовала в работе с другими артистами, но только в роли «подтанцовки», и, по её утверждениям, работа в группе является для неё особенно ценной, так как здесь она «несёт свою роль».
«Винтаж» — это больше, чем музыка. Это всё, что с нами связано, и всё, что находится вокруг нас. Это наша собственная империя, в которой всё будет происходить не по правилам, а по исключениям. Так, как ещё никогда не было. Мы уже приступили к репетициям концертов. В них будут переплетаться несколько видов искусств. Вокал, музыка, пластика, театр…
Создав группу, её участники желали донести новую концепцию своего творчества, где должны были переплетаться вокал, музыка, пластика и театр. Выражая свою независимость, группа сама выбирала, какие песни следует издать в виде синглов. Также и в отношении композиции «Целься», которая была выбрана вопреки мнению выпускающего лейбла группы, который хотел в качестве сингла более «лёгкую» песню. В основу клипа на композицию была положена трагедия на Чернобыльской АЭС, и он снимался на одной из недостроенных атомных электростанций под Минском: «Находясь внутри этой заброшенной станции, возникает странное чувство, как будто всё вокруг ненастоящее, неживое. Но наш клип, как и сама песня „Целься“ — о несуществующей жизни в несуществующем городе».
По мнению сайта Zvuki.ru, с выпуском первого студийного альбома группа «заняла на отечественной поп-сцене давно вакантное место эпатажных эстетов, которых, вместе с тем, совершенно не стыдно слушать». Яков Золотов из Dreamiech отмечал, что каждая песня альбома была пронизана светлой грустью и надеждой, а основой его стала тема любви. «В словах больше нет смысла, слова утратили свою силу. Мы заменили слова жестами, а разговоры — танцем…» — такими строчкам открывался альбом. «Плетнёва предстала здесь не звёздной истеричкой, а в первую очередь очень хорошей певицей… Что касается мелодиста, то в этой роли внезапно ярко раскрылся Алексей Романоф», — отмечал Алексей Мажаев из InterMedia, описывая альбом. Группа на альбоме работала с саунд-продюсером Евгением Курицыным, благодаря которому «проект сомнительной внятности за год превратился в модно-актуальный поп-продукт».

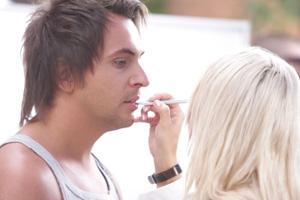
Алексей Романоф. Съёмки клипа на песню «Одиночество любви»

В 2008 году группа впервые сотрудничала со сторонним артистом, — Еленой Кориковой, записав с ней дуэт «Плохая девочка». По словам участников группы, песню сначала предлагали спеть различным певицам, в том числе Анне Седоковой и Вере Брежневой, а также фигуристке Татьяне Навке, но только Елена Корикова сразу согласилась её исполнить. Во время работы над композицией и съёмками клипа Анна Плетнёва, по её признаниям, испытывала чувство, схожее с раздвоением личности: «Я страдаю неким раздвоением личности, потому что та девочка Аня, которая приходит домой, и та девочка Аня, которая работает на сцене, — это два разных человека, плюс ко всему я преподаю академический вокал в Государственной классической академии имени Маймонида… Впрочем, я думаю, клип нельзя воспринимать серьёзно, так как это всего лишь своеобразная шутка над тем, что происходит в мире, где правит всем женская грудь и попа».
У этой песни своя история. Накануне я побывал на вечеринке по случаю дня рождения одного довольно известного в шоу-бизнесе человека. И меня очень огорчило то, что я там увидел: ни одного честного лица, одни красивые коробочки, а внутри — пусто. Мишура! Ещё я немного выпил, и от всего вместе у меня наутро была такая лёгкая депрессия. Было тяжело на душе, я сел за пианино и за 15 минут написал «Одиночество любви», потом вместе с моим соавтором Сашей Сахаровым мы придумали текст. И я могу сказать: слава Богу, что то, о чём в песне поется, меня самого не коснулось! Иначе ничего подобного я бы никогда не сочинил.
В следующей композиции коллектива «Одиночество любви» была поднята тема того, что современные люди подчас не умеют любить. Композиция «Ева», с одной стороны, посвящена Еве Польна и отражает тему лесбийских отношений, а с другой, участники коллектива вкладывают в неё дополнительный смысл: «„Ева“ — это не просто любовь женщины к женщине, а попытка поставить себя на место человека, который вынужден всю жизнь страдать от неразделённых чувств к своему кумиру. Все артисты получают признания в любви, но мало кто осознаёт свою ответственность за вызванные им чувства».
Второй студийный альбом группы стал концептуальным произведением, основной темой которого был секс. По словам участников группы, альбом Sex — это «„музыкально-сексуальная энциклопедия“, где нашли место все возможные виды любви: продажная, мимолётная, однополая». По мнению Алексея Романоф, в альбоме нашло отражение каждого из участников группы и его создателей. Как говорил Алексей: «…в нём отражение каждого из нас. О сексе мы задумываемся до ста пятидесяти раз в день, в зависимости от либидо человека, и это касается каждого. Это то, что правит миром. Мы постарались вложить все аспекты этого прекрасного таинства в этот альбом». В свою очередь, критик Гуру Кен писал, что «„Винтаж“ поёт о сексе, как мужчины ходят в супермаркет — со списком всего необходимого на бумажке, чтобы не забыть». На сайте Afisha.uz отметили, что «каждая из 13 композиций альбома — словно откровенная исповедь, по-своему раскрывающая общеизвестную фразу из мыслей Фрейда „только этим миром правит секс“, закреплённую в заглавной композиции альбома „Sex“».
Большую роль в работе над пластинкой принял Александр Сахаров, который является автором нескольких хитов известных исполнителей (в том числе песни Валерии «Маленький самолёт»). По его словам, сотрудничество с группой «Винтаж» играет для него особую роль, так как помогает передавать его мировоззрение. Также он добавил, что в данном альбоме была раскрыта тема секса: «…[мы] в самом деле считаем, что „миром правит секс“, именно такие слова в припеве заглавной песни альбома». Анна Плетнёва выступила на пластинке не просто вокалисткой, но также и саунд-продюсером, исполнив для себя новую роль в творчестве группы. Анна также является сценаристом почти всех клипов группы, а также их монтажёром.
Список образов для «Девочек-лунатиков» безграничен, ведь мы живем в такое время, когда весь мир оказался на панели — кто-то духовно, кто-то физически. И часто в кривых зеркалах существующих реалий границы между «можно» и «нельзя» отражаются весьма условно. Но насколько далеко возможно выйти за пределы допустимого, каждый из нас решает сам.

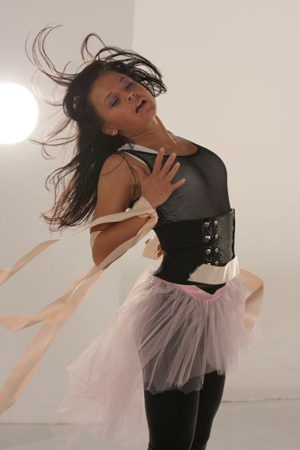
Светлана Иванова

Композиция «Девочки-лунатики» затрагивает тему проституции. Анна Плетнёва сказала, что «продажная любовь существует столько же веков, сколько пишется история человечества. А упоминание о проститутках есть даже в Ветхом Завете. У каждого времени свой взгляд на эту тему…». С данной песней группа затронула новую для себя тему, выраженную в социальной проблематике. В одном из интервью Алексей Романоф говорил (в частности, об указанной песне), что «в этом альбоме была затронута социальная проблематика, которой обычно в российском шоу-бизнесе пренебрегают». Также участники коллектива отмечали, что понятие «проституция» в песне может выражаться в различных формах и не обязательно в физиологическом плане. Также на альбоме были затронуты религиозные темы. Песня «Sex» содержит строчки о Боге, а песня «Victoria» наиболее полно раскрывает на альбоме эту тему, говоря о борьбе с пороками человечества.
По признанию Алексея Романоф, большое влияние на творчество коллектива оказали музыкальные творения Майкла Джексона и Мадонны. Песню «Микки» группа посвятила Майклу Джексону, а клип на композицию «Роман» стал отсылкой к клипу Мадонны «Vogue». Прообразами героини клипа стали Одри Хепбёрн и Софи Лорен. «Винтаж» также высоко оценили творчество «Гостей из будущего» и использовали семпл песни «Беги от меня» в своей композиции «Ева».
Группа и сама оказала определённое влияние на других артистов: Рома Кенга и группа «Точка G» назвали «Винтаж» своей любимой группой, а певица Нюша признала «Винтаж» качественным поп-проектом, сказав, что каждая их песня абсолютный хит.

## Музыкальный стиль
Основой музыкального творчества группы стал стиль евро-поп, хотя первоначально и сообщалось, что дебютный альбом будет выполнен в стиле поп-рока. Алексей Мажаев описал стиль группы, на первом этапе её работы, как что-то среднее «между „Гостями из будущего“ (только более коммерчески ориентированными) и t.A.T.u. (без патентованной провокативности последних)». Дебютный альбом группы содержал заимствования из различных стилей музыки и использование различных инструментов и звуков: индийские мотивы в «Gomenasai», танцевальный, раскатистый бас в «9 +1⁄2 недель II», прыгающий на октаву бас в «Mama Mia», скрипки во «Всего хорошего», гаражный фуз, биты в духе Enigma и немалое количество «бытовых» семплов. В плане лирики на сайте «Best-woman.ru», отмечали, что отличительной чертой песен группы было наличие смысла в песнях и что этим они «напоминают Pet Shop Boys, которые нанизывают на диско-мелодии глубокие и ироничные по содержанию слова».
Второй альбом группы значительно расширил стилистическое направление творчества группы. Помимо евро-попа, в альбоме появляются заимствования из трип-хопа, электроники, данс-попа. В альбоме также были использованы заимствования из классических произведений, таких как фрагмент сонатины Муцио Клементи, фрагмент увертюры из оперы «Евгений Онегин» Петра Чайковского, фрагмент баварской народной песни. Песня «Одиночество любви» по стилю относится к психоделическому попу, с этникой и танцевальными акцентами. Во вступлении композиции также записана интерлюдия в восточном стиле, исполненная под аккомпанемент гитары, где «в которой Алексей Романоф демонстрирует отличные вокальные данные». Алексей Романоф довольно часто самостоятельно исполняет бэк-вокал в песнях группы, а на первом альбоме его напевы были стилизованы под трек Мадонны «Isaac».

## Критика

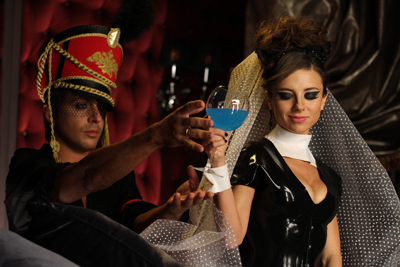
Алексей Романоф и Анна Плетнёва. Съёмки клипа «Роман»

С изданием дебютного альбома группа привлекла к себе внимание музыкальных критиков. Алексей Мажаев из InterMedia писал, что поначалу он испытывал негативное отношение к группе, когда к нему попал их демо-диск: «„Винтаж“ показался одной из десятков бессмысленных поп-групп, не отличимых одна от другой и существующих только благодаря Финансированию». Однако он изменил своё мнение, прослушав альбом группы. «Мы не будем тут предрекать „Винтажу“ западный успех, но на фоне типичной отечественной эстрадно-попсовой жвачки из телевизора группа выделяется значительно, входя в десятку (если не в пятёрку) наиболее нестыдно звучащих артистов этого жанра», — отмечал автор. Борис Барабанов из газеты «Коммерсантъ» причислил группу к лучшим дебютам зимы 2007—2008 годов. Отметив некоторые недочёты (в частности, в вокале Анны Плетнёвой), критик писал, что «в целом продукт выглядит не стыдно, местами совсем по-взрослому. „Винтаж“, вопреки сложившему мнению, конкуренты не столько певице МакЅим, сколько дуэту „Непара“, в последнее время монополизировавшему у нас на эстраде песни о страстях зрелых граждан». На сайте Toppop.ru альбом был описан смешанно. Константин Кудряшов писал, что «альбом в своей лютой банальности и комфортной усредненности прямо-таки божественно красив и совершенен». Однако автор отмечал, что признание группы открытием года было вызвано лишь усилием журналистов. В Billboard пластинку описали смешанно. Артур Малахов отмечал набирающую обороты популярность группы, но высказал мнение, что «это не высший уровень, „Винтажу“ не светят полные стадионы и западное признание, однако всё здесь выполнено настолько качественно, насколько это принято в российской поп-индустрии». В Zvuki.ru писали, что группа «выдаёт евро-поп на высоком, качественном европейском уровне» и что их «качество записи песен находится на неожиданно высоком для отечественного шоу-бизнеса уровне».
| Оценки критиков | Оценки критиков |
| Источник        | Оценка          |
| --------------- | --------------- |
| Newsmusic.ru    | (6/10)          |
| InterMedia      | [ 108 ]         |
| Toppop.ru       | (смешанная)     |
| Billboard       | (смешанная)     |

| Оценки критиков | Оценки критиков |
| Источник        | Оценка          |
| --------------- | --------------- |
| Карта музыки    | (10/10)         |
| Afisha.uz       | (8/10)          |
| InterMedia      | [ 126 ]         |
| NewsMusic.ru    | (8/10)          |
| Muz.ru          | (положительная) |
| Weburg.net      | (положительная) |
| МирМэджи        | (смешанная)     |

В отношении выхода второго альбома группы Алексей Мажаев писал, что «Группе „Винтаж“ оказалось мало репутации одного из самых интересных российских поп-проектов современности». Он отметил, что группа, по-видимому, решила занять место t.A.T.u. в российском шоу-бизнесе и вполне имеет на это все шансы, однако на данном альбоме «Винтаж» перешли определённую грань, и «эротика перевесила музыку». В этом контексте журналист вспомнил о «порно-периоде» Мадонны и её скандальном альбоме Erotica. На сайте проекта «МирМэджи» группа была раскритикована за эксплуатирование темы секса в творчестве. В издании писали, что «если группа „Винтаж“ хочет славы, она её получит. Грязь — самый хорошо усваиваемый продукт людьми во все времена». Борис Барабанов из газеты «Коммерсантъ» плохо оценил концерт-презентацию альбома. Он писал, что группа использовала «все стандартные приёмы, из которых в понимании отечественных эстрадных артистов складывается понятие „шоу“», при этом отметив плохой звук на концерте. Андрей Житенёв из Muz.ru положительно описал альбом, отметив, что творческий тандем Романоф и Плетнёвой создал «нечто выдающееся». По итогам 2009 года Muz.ru внесли альбом в свой список «ТОП 50 лучших альбомов 2009». Альбом был помещён на 4-е место списка, уступив лишь альбомам Леди Гаги, Бейонсе и сборнику песен «Евровидения». В списке сайта «Топ 100 композиций 2009» песня «Ева» заняла 3-ю строчку, а композиция «Девочки-лунатики» — 25-е место. Положительную оценку альбому дали на сайте проекта «Карта музыки». «Группа задаёт стандарты качества, которые в настоящее время утратило большинство артистов в погоне за деньгами и модой. „Винтаж“ — яркий пример того, что можно оставаться верным своей идеологии и при этом быть популярным и успешным» — отмечали в издании. Гуру Кен писал, что «новый альбом наверняка вознесёт „Винтаж“ в высший эшелон шоу-бизнеса, прежде всего — за счёт полноценных хитов (хотя новых хитов на альбоме так и не нашлось) и грамотного вкусного саунда», но всё же задавался вопросом: «Сможет ли долго существовать проект с многодетной мамой на высосанном из пальца образе дивы в чёрной коже и с плёткой в руках?».
В 2011 году группа получила несколько положительных отзывов в журнале «Афиша». Григорий Пророков положительно описывал видеоклип на композицию «Мама-Америка» и отмечал, что: «„Винтаж“ нужно беречь — более человечную группу в русской попсе найти сложно». В свою очередь, Булат Латыпов назвал коллектив одной из лучших поп-групп в российском шоу-бизнесе и положительно описывал песни «Роман» и «Стерео». «Даже одной композиции „Роман“ было бы достаточно для обращения всех разумных индивидов планеты в свою веру, но группа, похоже, решила пленных не брать. В отличие от многих коллег по цеху „Винтаж“ не извивается мелким бесом на выжженном пространстве отечественной эстрады, а спокойно берет своё. Новая композиция („Стерео“) лишь подтверждает очевидное; грех церемониться с паствой, обладая такими песнями», — писал автор.
| Оценки критиков | Оценки критиков |
| Источник        | Оценка          |
| --------------- | --------------- |
| Billboard       | (положительная) |
| Dreamiech.ru    | (положительная) |
| InterMedia      | [ 140 ]         |
| NewsLab.ru      | (нейтральная)   |
| NewsMusic.ru    | (6/10)          |
| Shoowbiz.ru     | [ 143 ]         |
| Карта музыки    | (7/10)          |
| МирМэджи        | (отрицательная) |

Третий альбом группы критики восприняли неоднозначно. Положительные отзывы были получены от журнала Billboard и издания InterMedia, которые отмечали, что группа создала хороший поп-альбом, который «цепляет» и «красиво нашёптывает с нераздражающими интонациями довольно важные вещи». Владимир Юрченко в журнале Billboard дал положительную оценку альбому. По его мнению, в данной работе группа порадовала последовательностью и не стала отдавать дань моде, записывая музыку в жанре румыно-дэнса. Алексей Мажаев в InterMedia дал положительную оценку альбому (4 балла из 5). В работе ощущается, что группу настиг неописанный ранее «синдром третьего альбома», писал автор, отмечая, что, видимо, «Винтаж» решили чуть «притормозить» с покорением поп-вершин, чтобы «выпустить очень крепкую, качественную, ровную и приятную на слух пластинку, в которой тем не менее практически нет острых хитов».
Другие критики дали, в основном, смешанные рецензии на пластинку, отмечая, что она кажется провальной после успешного альбома Sex. На сайте «Карты музыки» диск получил смешанную оценку. На сайте отмечали, что группе не удалось создать альбом лучше своей предыдущей работы Sex, и причиной этому назвали «шаблонность и однотипность» музыки. «Тем не менее, пускай с небольшой натяжкой, но „Винтаж“ всё-таки можно назвать достаточно качественной популярной группой, работающей в танцевальном поп-жанре», — писали в издании. Николай Фандеев на сайте Shoowbiz.ru негативно отозвался о работе, отмечая, что песни, вошедшие в альбом, оказались «очень слабыми».

## Публичный имидж

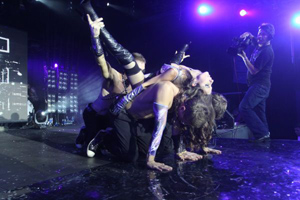
Анна Плетнёва на презентации альбома Sex, где её поведение на сцене было названо «непристойным и местами даже вульгарным»

С момента своего основания группа представляла себя как модную поп-группу, одновременно отмечая то, что её участники являются самостоятельными творческими единицами, которые ни от кого не зависят. «Просто мы встретились с Лёшей и поняли, что нам нужно идти дальше вместе. У нас появилась куча каких-то креативных и интересных идей, которые нужно было воплотить в жизнь… наша группа создавалась не искусственно, как „Лицей“. У нас с Лешей всё получилось абсолютно естественно. И это здорово», — рассказывала Анна. С выпуском песни «Плохая девочка» коллектив стал эксплуатировать тему секса и в своём имидже. Группа появлялась в эпатажных нарядах и давала откровенные интервью. Участники коллектива подтверждали свой сексуальный имидж и на концертах. «Всем своим выступлением Анна оправдывала название новой пластинки. И хореография, и её телодвижения в общем были предназначены, очевидно, для того, чтобы возбудить мужскую часть аудитории — она непрерывно хватала себя за причинные места, имитировала оргазмы и вообще вела себя крайне непристойно и местами даже вульгарно», — писали в Intermedia.ru о концерте-презентации альбома Sex. Сексуальные образы использовались и в видеоклипах группы. В клипе на песню «Девочки-лунатики» Анна Плетнёва играла проститутку, а Светлана Иванова — танцовщицу «гоу-гоу». При этом группа отмечала, что композиция не была поставлена в эфир некоторых радиостанций, из-за её неоднозначного содержания. Также группа подвергалась и запретам на их выступления. В 2008 году был запрещён концерт коллектива в латвийском городе Огре. Официальная причина была не названа, но Алексей Романоф посчитал, что она была политической: «Лично я считаю, что музыка должна оставаться вне политики. И мне очень грустно оттого, что сегодня цивилизованные страны начинают своими руками возводить „железные занавесы“ и в угоду политикам ломать отношения между народами». Спустя какое-то время Анну Плетнёву стали называть секс-символом. Она снималась в откровенных фотосессиях для журнала Maxim и была на 5-м месте в списке «Самых желанных девушек России» по версии «Комсомольской правды».
Сексуальный имидж «Винтажа» — это наше мироощущение. Таким образом мы выражаем все свои скрытые и не скрытые эмоции. Но не потребности. Их обычно люди реализовывают лет до 24-х. Потом начинается уже взрослая жизнь и какие-то игры и фантазии. И это гораздо интереснее. Фантазийный мир иногда лучше, чем реальность.

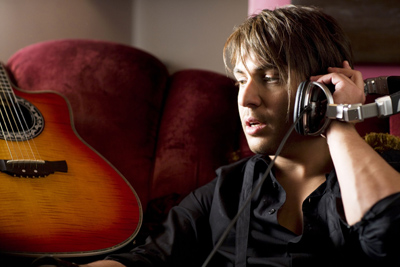
Алексей Романоф. Съёмки клипа «Ева»

«Очаровательная и сексапильная Анна Плетнёва не только обладает прекрасными вокальными данными, но и успела стать многодетной мамой — что может быть прекраснее? Метросексуальный исполнитель и автор большинства хитов группы Алексей Романоф ей под стать, а молчаливая Света Иванова дополняет их своим пластичным переводом музыки на язык танца», — так описывал группу Дамир Сагдиев в рецензии на второй альбом коллектива. Сам Алексей говорил в интервью, что он не считает себя секс-символом:

Да никакой я не секс-символ. Я не хожу на тусовки и я замкнутый и закрытый человек. Большинство вообще не знает, что я работаю в группе «Винтаж» и меня это устраивает. Я получаю удовольствие от того, что могу пойти в магазин и спокойно два часа выбирать продукты, не раздавая при этом автографы.— Алексей Романоф
С выпуском клипа на песню «Микки» группа немного отошла от своего сексуального имиджа, став использовать в визуальном творчестве образы массовой культуры. В частности, в клипе был использован образ Микки Мауса. Рассказывая о недолговечности популярности и посвятив песню Майклу Джексону, группа объясняла обращение к такому персонажу: «Это символ поп-культуры. Микки Маус — самый подходящий герой, на примере которого можно рассказать всю правду о шоу-индустрии. К тому же сегодня ты — „суперстар“, а завтра ты просто стар. Люди считают возможным сказать даже великому Майклу Джексону, что его шоу — это круто, но уже никому не интересно», — отмечала Анна Плетнёва. В 2011 году образ группы был использован в компьютерной онлайн-игре «Горячая танцевальная вечеринка», наряду с образами Евы Польна, групп CHI-LLI и «Uma2rmaH». Игра представляет собой «дискотеку с участием музыкантов российской и зарубежной эстрады».

## Общественная деятельность
Поднимая тему секса в творчестве, группа говорила, что проводит деятельность по поддержанию демографии. «От секса появляются дети, и это знают все. Мы за то, чтобы поднимать рождаемость в стране. И я считаю, что мы сделали всё для этого», — отмечала Анна Плетнёва, а Алексей Романоф добавлял (отвечая на обвинения в том, что их музыка популяризует секс среди подростков): «пускай лучше думают о сексе, чем о наркотиках и алкоголе». Также участники группы высказывались в поддержку ЛГБТ-сообщества. Романоф, отвечая на вопрос в издании Best For о гомофобной политике московских властей, отметил: «На мой взгляд, это исключительно политический заказ, не имеющий ничего общего с общественным мнением. Такие действия полностью перечёркивают основы демократии, которые создавались последние 16 лет после отмены 121-й статьи».
«Винтаж» также являются постоянными участниками благотворительных мероприятий. В 2009 году они участвовали в благотворительном концерте «Ночь во имя детей», устроенном «Союзом благотворительных организаций России», сборы с которого пошли в помощь детям, больным онкологическими заболеваниями. В 2010 году коллектив принял участие в записи и съёмках клипа на песню «С новым годом!», которая стала частью благотворительной акции певца Ираклия Перцхалавы по поддержке детей из детских домов. Группа также участвовала в акции певца Ромы Кенги и благотворительного фонда «Подари жизнь». Группа представила свою песню «Роман» для специального сборника, все средства от продажи которого пошли в благотворительный фонд, учреждённый Чулпан Хаматовой и Диной Корзун. В 2011 году группа участвовала в благотворительном аукционе «От сердца к сердцу», проводимого Муз-ТВ и «Молоток.ру». Все средства, собранные от продаж на аукционе, пошли в помощь детям с врождёнными пороками сердца. Участники коллектива также поддерживают интернет-портал помощи бездомным животным Кубани.

## Состав

### Первоначальный коллектив
| Период                         | Состав          | Состав               | Состав                 |
| ------------------------------ | --------------- | -------------------- | ---------------------- |
| Период                         | Фронтмен, вокал | Клавишные, бэк-вокал | Танцовщица             |
| 2006—2007                      | Анна Плетнёва   | Алексей Романоф      | Ольга «Мия» Березуцкая |
| 2008—2011                      | Анна Плетнёва   | Алексей Романоф      | Светлана Иванова       |
| 2012 — 21 августа 2016         | Анна Плетнёва   | Алексей Романоф      |                        |
| 19 июля 2018 — настоящее время | Анна Плетнёва   | Алексей Романоф      |                        |

### Обновлённый коллектив
| Период                          | Состав              | Состав          | Состав             | Состав           |
| ------------------------------- | ------------------- | --------------- | ------------------ | ---------------- |
| 22 сентября 2016 — 29 июля 2017 | Евгения Поликарпова | Анна Корнильева | Анастасия Крескина | Анастасия Казаку |

| вокал | клавишные, бэк-вокал | танцовщица |

## Дискография

### Студийные альбомы
- Криминальная любовь (2007)
- Sex (2009)
- Анечка (2011)
- Very Dance (2013)
- Decamerone (2014)
- Навсегда[161] (2020)

### Мини-альбомы
- Винтаж & Red Max — Быстрые движения (2021)[86][162]

### Сборники
- Light (2014)
- Микки. Альтернатива (2014)
- LIVE 1.0 (2015)
- Platinum 1 (2021)
- Platinum 2 (2021)
- Винтаж & Red Max — RMX (2022)